# Saison 2016 des Mariners de Seattle
La saison 2016 des Mariners de Seattle est la 40e saison en Ligue majeure de baseball pour cette franchise.
Le début de la saison est programmé pour le lundi 4 avril. Les Mariners attaquent 2016 après 14 saisons sans participer aux séries éliminatoires, la plus longue séquence du genre actuellement en cours dans le baseball majeur.
En août 2016, les Mariners célébreront l'élection au Temple de la renommée du baseball de leur ancienne vedette Ken Griffey, Jr. et feront de son ancien numéro 24 le premier numéro retiré par le club, outre le 42 de Jackie Robinson, retiré simultanément par toutes les équipes des majeures.

## Contexte
Pleins d'espoirs après une solide saison 2014 puis l'acquisition du joueur étoile Nelson Cruz, les Mariners comptent parmi les favoris pour remporter le titre en 2015,, mais échouent lamentablement. La décevante,, saison 2015 de l'équipe coûte leurs emplois au gérant Lloyd McClendon et au directeur général Jack Zduriencik. Perdant 11 matchs de plus qu'en 2014, Seattle boucle 2015 avec 76 victoires et 86 défaites, en 4e place sur 5 clubs dans la division Ouest de la Ligue américaine.

## Calendrier pré-saison
L'entraînement de printemps 2016 des Mariners se déroule du 2 mars au 2 avril.

## Saison régulière
La saison régulière de 162 matchs des Mariners débute le 4 avril par une visite aux Rangers du texas et se termine le 2 octobre suivant. Le premier match local joué au Safeco Field de Seattle oppose les Mariners aux Athletics d'Oakland le 8 avril.

### Classement
| Ligue américaine division Ouest | V  | D  | %    | Diff. | Diff. (séries) |
| ------------------------------- | -- | -- | ---- | ----- | -------------- |
| Rangers du Texas                | 95 | 67 | ,586 | -     | -              |
| Mariners de Seattle             | 86 | 76 | ,531 | 9     | 3              |
| Astros de Houston               | 84 | 78 | ,519 | 11    | 5              |
| Angels de Los Angeles           | 74 | 88 | ,457 | 21    | 15             |
| Athletics d'Oakland             | 69 | 93 | ,426 | 26    | 20             |

## Affiliations en ligues mineures
| Niveau            | Équipe                  | Ligue                         |
| ----------------- | ----------------------- | ----------------------------- |
| AAA               | Rainiers de Tacoma      | Ligue de la côte du Pacifique |
| AA                | Generals de Jackson     | Southern League               |
| A-Advanced        | Blaze de Bakersfield    | California League             |
| A                 | LumberKings de Clinton  | Midwest League                |
| A (saison courte) | AquaSox d'Everett       | Northwest League              |
| Ligue des recrues | Arizona League Mariners | Arizona League                |
| Ligue des recrues | DSL Mariners            | Dominican Summer League       |